# Cornelis Verhoeven
Cornelis (Kees) Wilhelmus Maria Verhoeven (Udenhout, 2 februari 1928 – Den Bosch, 11 juni 2001) was een Nederlands filosoof, essayist en hoogleraar.

## Loopbaan
Na een afgebroken priesteropleiding studeerde hij in Nijmegen klassieke talen, wijsbegeerte en godsdienstwetenschap. Hij promoveerde in 1956 op De symboliek van de voet, een proefschrift over godsdienstgeschiedenis. Van 1955 tot 1982 was hij leraar klassieke talen in Den Bosch, laatstelijk verbonden aan het Jeroen Bosch College. In 1982 aanvaardde hij aan de Universiteit van Amsterdam het ambt van gewoon hoogleraar in de filosofie van de klassieke oudheid; na de opheffing van die leerstoel, in 1987, volgde een aanstelling als gewoon hoogleraar in de metafysica en haar geschiedenis. Hij ging met emeritaat in 1993.
Verhoeven schreef vooral filosofische essays. Daarnaast vertaalde hij onder anderen klassieke auteurs. In totaal publiceerde hij meer dan 80 titels en duizenden artikelen en stukken. Enkele van zijn boeken zijn vertaald, onder meer in het Engels en het Duits, zoals Rondom de leegte (1965) en Inleiding tot de verwondering (1967). Verhoeven oriënteerde zich vooral op de continentale filosofie; uit zijn werk spreekt bewondering voor uiteenlopende denkers als Plato, Leibniz en Heidegger. Naast de filosofie en de cultuurkritiek, is een aantal geschriften ook autobiografisch van aard. Zo geeft hij in het werk Zonder een zucht, over de weken voorafgaand aan de dood van zijn vader, blijk van een literaire gevoeligheid. Hoewel het Verhoeven aan officiële erkenningen van zijn talent niet ontbroken heeft, bleef hij tijdens zijn leven voor het grote publiek goeddeels een onbekende. Volgens velen was hij niettemin de meest oorspronkelijke denker van ons taalgebied in de twintigste eeuw.

## Werken(een selectie)
- Symboliek van de voet (1956, proefschrift)
- Symboliek van de sluier (1961)
- Rondom de leegte (1965)
- Het grote gebeuren (1966)
- Inleiding tot de verwondering (1967)
- Tegen het geweld (1967)
- Omzien naar het heden (1968)
- Voor eigen gebruik (1969)
- Bijna niets (1970)
- Het leedwezen (1971)
- Zakelijkheid en ethiek (1971)
- Het gewicht van de buitenstaander (1972)
- Het axioma van Geulincx (1973)
- Parafilosofen (1974)
- De resten van het vaderschap (1975)
- Een vogeltje in mijn buik. De taal van Nena (1976)
- Boven de boomgrens (1977)
- Een verleden als bezit (1977)
- De lezer als tweede persoon (1977)
- Herinneringen aan mijn moedertaal (1978)
- De schaduw van één haar (1979)
- De omweg van het woord (1980)

- Tractaat over het spieken (1980)
- Een filosofie van het enthousiasme (1982)
- Lof van de mikrologie. Een voetnoot bij Plato Politeia 514 a 1-2 (inaugurele rede 27 september 1982)
- Weerloos denken (1982)
- De duivelsvraag (1983)
- Mensen in een grot (1983)
- Zonder een zucht (1983)
- Voorbij het begin I (1984)
- Voorbij het begin II (1985)
- Het moment (1985)
- De letter als beeld (1987)
- Weerloosheid onder druk (rede bij de 356ste dies natalis van de UvA, alsmede inaugurele rede, 8 januari 1988)
- Eerstelingen (1988)
- Het medium van de waarheid (1988)
- Sporen achterlaten (1988)
- Stil staan bij het water , Aforismen (1988)
- Een velijnen blad (1989)
- Het besef (1991)
- Alleen maar kijken (1992)
- Het geluid van de waarheid (rede bij afscheid als hoogleraar, 1 maart [?] 1993; rede gepubliceerd in: Hetzelfde anders (1997))

- Een oog in de mist (1993)
- Heraclitus, spreuken (1993)
- Een register (1995)
- Het geheugen herdacht (1995)
- De duur van de actualiteit (1996)
- De glans van oud ijzer (1996)
- Het dat, het wat en het waarom (1996)
- 'Vergeet de zweep niet'  (1997)
- Hetzelfde anders. Postacademische uitweidingen (1997)
- Leibniz, filosoof van de zevende dag (1997)
- Een inleiding in de filosofie (1998)
- Het alziend oog (1999)
- Zijn en staan (1999)
- De ogen van Plato (2000)
- Een cultuur van het geweld (2000)
- Iets nieuws (2000)
- Twaalf confidenties (2001, postuum)
- Dierbare woorden (2002, postuum)

## Bekroningen

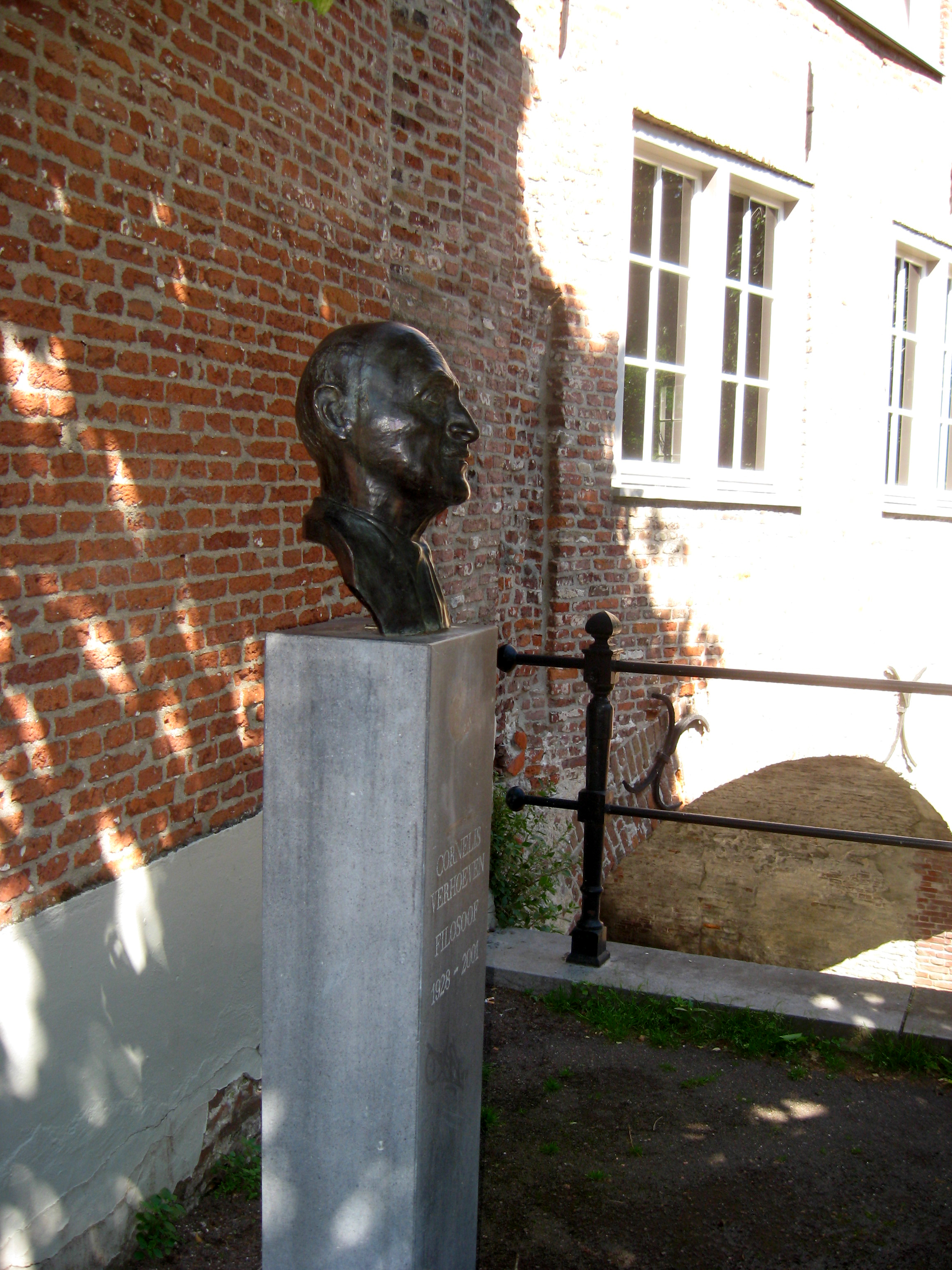
Buste in Den Bosch

- 1963 - Provinciale prijs voor schone kunsten voor Symboliek van de sluier en een vijftiental andere essays
- 1965 - Anne Frank-prijs voor Filosofie van de troost
- 1969 - Literatuurprijs van de gemeente Hilvarenbeek voor Omzien naar het heden
- 1978 - P.C. Hooft-prijs voor zijn gehele oeuvre (uitgereikt in 1980)
- 1979 - Essayprijs van het NRC-Handelsblad
- 1993 - Benoeming tot Officier in de Orde van Oranje-Nassau
- 1998 - Eredoctoraat Katholieke Universiteit Brussel

## Over hem
- Wil Derkse, Verhoeven (Rotterdam:Lemniscaat, 2004) in de serie Kopstukken Filosofie. ISBN 9789056375027
- Op het tweede oog. Over het denken van Cornelis Verhoeven (Budel:Damon, 2003) onder redactie van Ben Schomakers met medewerking van Cornelis Verhoeven (autobibliografie). ISBN 9789055733279

- Bibliothèque nationale de France: cb12153972q (data)
- Biografisch Portaal: 85059268
- Digitale Bibliotheek voor de Nederlandse Letteren: verh039
- Gemeinsame Normdatei: 133886085
- International Standard Name Identifier: 0000 0000 8188 7512
- Library of Congress Control Number: n79061144
- Nederlandse Thesaurus van Auteursnamen: 068251386
- Système universitaire de documentation: 092904556
- Virtual International Authority File: 119744804
- WorldCat: E39PBJwtqQ9fRhKKqbXmYCPvpP